# Хесус Гаљардо
Хесус Денијел Гаљардо Васконселос (шп. Jesús Daniel Gallardo Vasconcelos; Карденас, 15. августа 1994) мексички је фудбалер, који тренутно наступа за Монтереј. Висок је 177 центиметара и игра на позицији левог спољног.

## Каријера
Гаљардо је своју каријеру започео са 15 година у клубу Анс Ерманос, касније прешао у Фелинос 48, да би фудбалско школовање окончао у академији Пумас УНАМ-а. Након млађих категорија, у овом клубу је такође прикључен првом тиму код тренера Гиљерма Васкеза и као професионалац наступао у периоду од 2013. до 2018. године. Дана 29. маја 2018, Гаљардо је прешао у Монтереј.

## Репрезентација
Гаљардо је свој први позив у репрезентацију Мексика добио у октобру 2016, када је се нашао на списку играча за утакмице против Новог Зеланда и Панаме, уместо повређеног Анхела Сепулведе. У мају 2018, Гаљардо је уврштен на прелиминарни списак репрезентације од 28 играча за Светско првенство 2018. у Русији, да би потом, након скраћења истог, уписан на коначну листу од 23 фудбалера за ово такмичење. Он је, потом, наступио на свим утакмицама групне фазе, односно на утакмици осмине финала, против Бразила. Током последње утакмице у групи, против селекције Шведске, а након што је његов ударац лактом играча противничке екипе, Оле Тојвонена, окарактерисан прекршајем, Гаљардо је јавно опоменут у 13. секунди утакмице. То је уједно био и најбрже додељени жути картон у историји светских првенстава, а претходни рекорд припадао је Сергеју Горлуковичу, играчу репрезентације Русије на Светском првенству 1994, одиграном у Сједињеним Америчким Државама.

## Статистика

#### Клупска
| Клуб     | Сезона   | Лига         | Лига    | Лига   | Куп     | Куп    | Контитентално | Контитентално | Укупно  | Укупно |
| Клуб     | Сезона   | Дивизија     | Наступа | Голова | Наступа | Голова | Наступа       | Голова        | Наступа | Голова |
| -------- | -------- | ------------ | ------- | ------ | ------- | ------ | ------------- | ------------- | ------- | ------ |
| УНАМ     | 2014/15. | Лига Мексика | 13      | 0      | 8       | 1      | —             | —             | 21      | 1      |
| УНАМ     | 2015/16. | Лига Мексика | 1       | 0      | 4       | 0      | 2             | 0             | 7       | 0      |
| УНАМ     | 2016/17. | Лига Мексика | 34      | 6      | 0       | 0      | 5             | 2             | 39      | 8      |
| УНАМ     | 2017/18. | Лига Мексика | 34      | 5      | 5       | 2      | —             | —             | 39      | 8      |
| УНАМ     | Укупно   | Укупно       | 82      | 11     | 17      | 3      | 7             | 2             | 106     | 16     |
| Монтереј | 2018/19. | Лига Мексика | 0       | 0      | 0       | 0      | 0             | 0             | 0       | 0      |
| Каријера | Каријера | Каријера     | 82      | 11     | 17      | 3      | 7             | 2             | 106     | 16     |

- Ажурирано 13. јула 2018. године.[11]

#### Репрезентативна
| Мексико | Мексико | Мексико |
| Године  | Наступа | Голова  |
| ------- | ------- | ------- |
| 2016.   | 2       | 0       |
| 2017.   | 16      | 0       |
| 2018.   | 9       | 0       |
| Укупно  | 27      | 0       |

- Ажурирано 13. јула 2018. године.[12]